# Acidaliastis systena
Acidaliastis systena är en fjärilsart som beskrevs av Fletcher 1978. Acidaliastis systena ingår i släktet Acidaliastis och familjen mätare. Inga underarter finns listade i Catalogue of Life.